# 高平小五郎

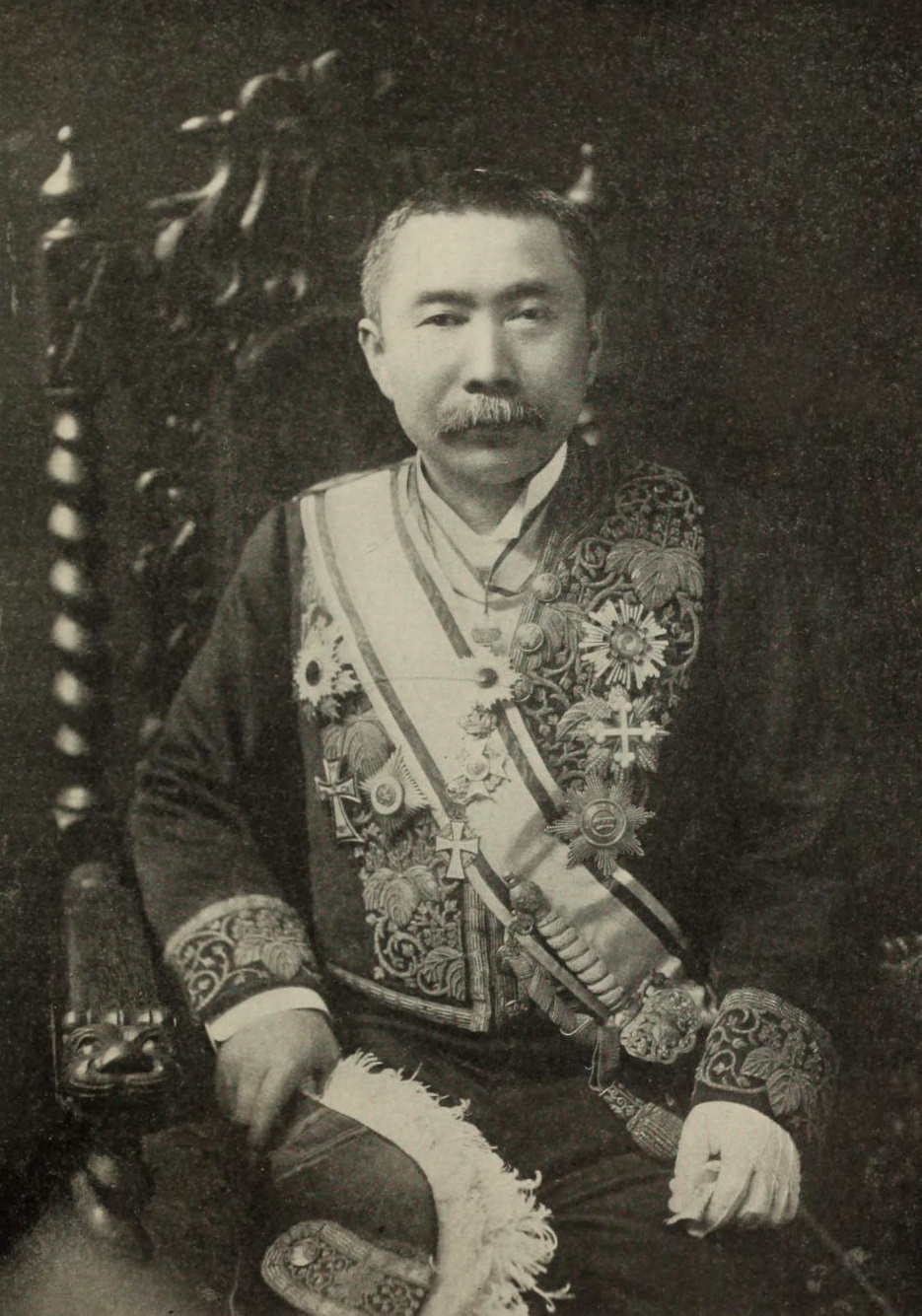
高平小五郎

高平 小五郎（たかひら こごろう、嘉永7年1月1日（1854年1月29日） - 大正15年（1926年）11月28日）は、日本の外交官。男爵。貴族院議員等を務めた。1905年の日露講和会議で小村寿太郎とともに全権委員を務め、1908年には日露戦争後の日米関係を定めた高平・ルート協定を締結した。

## 略歴

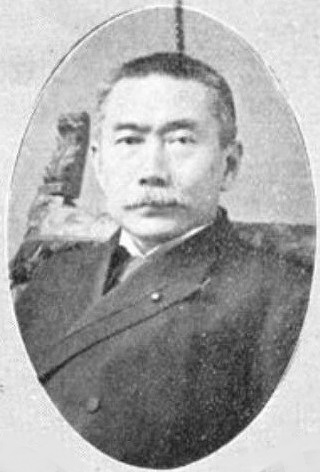
高平小五郎

現在の岩手県一関市の生まれ。陸奥国一関藩の藩士田崎三徹の三男であったが、同藩士高平真藤の養子となった。1868年の戊辰戦争には奥羽越列藩同盟側として従軍した。1870年（明治3年）貢進生として大学南校（現在の東京大学）に入学し、1873年には同校を卒業して工部省に出仕した。1876年（明治9年）以降は外務省に出仕し、1879年在米国公使館在勤。1885年漢城（現・ソウル）公使館在勤、1887年上海領事、1891年ニューヨーク総領事、1892年-1894年オランダ兼デンマーク弁理公使、1894年-1895年駐イタリア特命全権公使、1895年-1899年オーストリア兼スイス公使などを歴任した。1899年（明治32年）外務次官。1900年-1906年駐米公使。
1904年（明治37年）より始まった日露戦争当時は駐米公使として活躍した。この戦争で終始優勢を保っていた日本は、これ以上の戦争継続が国力的に限界であったことから、当時イギリス・フランス両国に肩を並べるまでに成長し、従来の孤立主義（モンロー主義）から脱却して国際的権威を高めようとしていたアメリカ合衆国に対し、日本海海戦戦勝後の1905年（明治38年）6月、「中立の友誼的斡旋」を申し入れた。斡旋依頼は高平小五郎駐米公使によるもので、これにより、和平交渉の動きが加速化した。高平は、同年8月から軍港ポーツマスで開催された日露講和会議に外務大臣小村寿太郎とともに全権委員として出席し、9月5日のポーツマス条約の締結に尽力した。
1906年（明治39年）1月25日、貴族院議員に勅選され、1907年（明治40年）4月4日まで在任。同年11月4日、講和成立の功績により男爵を叙爵した。
1908年（明治41年）駐米大使となり、11月末には、極東・太平洋地域での領土認識の確認や貿易・産業の安定を図るため、アメリカの国務長官エリフ・ルートと交渉し高平・ルート協定を結んだ。これにより、アメリカによるハワイ王国併合とフィリピンに対する管理権を日本が、満州における日本の地位をアメリカがそれぞれ相互に承認することとなった。また、成文化されなかったが、アメリカは日本の韓国併合と満州南部の支配を、日本はカリフォルニアへのアメリカによる移民の制限をそれぞれ黙認した。
1910年（明治43年）、高平は伏見宮貞愛親王に随行してイギリスに渡った。1912年（大正元年）に退官したが、1917年（大正6年）12月26日には再び貴族院議員に勅選され、死去するまで、その職にあった。 
1926年（大正15年）11月28日、東京・目黒の私邸にて死去。墓所は多磨霊園(3-1-24-7)。
タバコは少し嗜むが酒は飲まず、趣味は読書であった。

## 家族
- 実父・田崎三徹 ‐ 一関藩医[10]
- 養父・高平真藤 ‐ 一関藩士[10]
- 長男・小太郎(1885年生) ‐ 男爵
- 五女・せい（1889年生） ‐ 樋口繁次（産婦人科医・東京慈恵会医科大学教授）の後妻[10]。長男（前妻との子、高木兼寛の孫）樋口一成は東京慈恵会医科大学理事長・学長[11]。
- 甥・菅原恒覧 ‐ 小五郎の姉妹の子。鉄道工業社長。恒覧の岳父に波多野尹政、子に菅原通済。[12]

## 栄典
位階

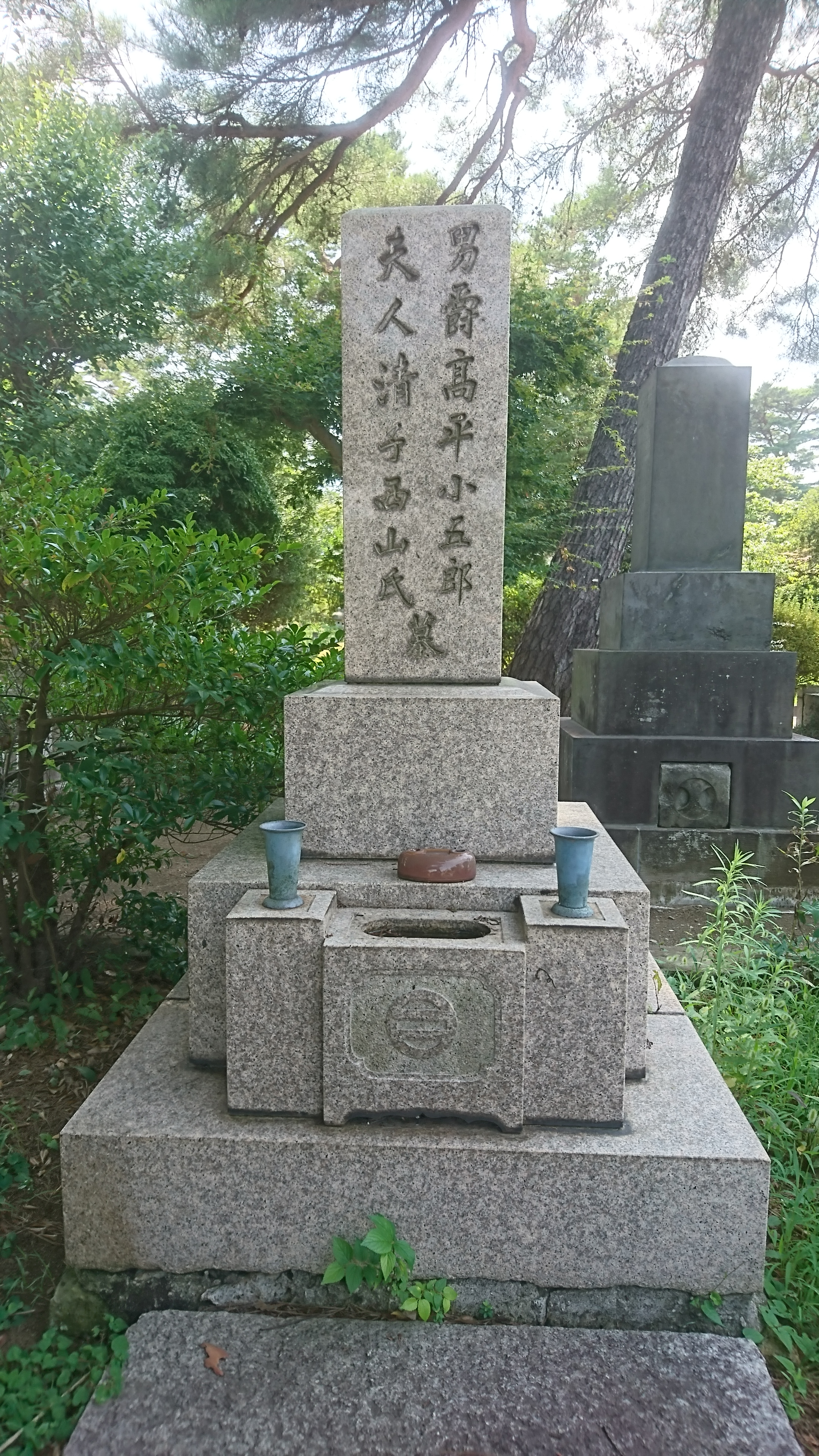
多磨霊園にある高平小五郎の墓

- 1891年（明治24年）12月21日 - 従五位[13]
- 1892年（明治25年）9月26日 - 正五位[14]
- 1894年（明治27年）10月10日 - 従四位[15]
- 1895年（明治28年）10月31日 - 正四位[16]
- 1900年（明治33年）12月27日 - 従三位[17]
- 1907年（明治40年）5月31日 - 正三位[18]
- 1914年（大正3年）6月10日 - 従二位[19]

勲章等
- 1895年（明治28年）8月20日 - 勲二等旭日重光章[20]
- 1902年（明治35年）12月28日 - 勲一等瑞宝章[21]
- 1906年（明治39年）4月1日 - 旭日大綬章[22]・明治三十七八年従軍記章[23]
- 1915年（大正4年）11月10日 - 大礼記念章[24]

外国勲章佩用允許
- 1894年（明治27年）10月10日 - オランダ王国：オランジナッソー勲章グランオフィシェー[25]